# Patrimoine militaire de Caen
Cet article sur le patrimoine militaire de Caen recense les lieux liés à l'histoire militaire de la ville de Caen.

## Les fortifications

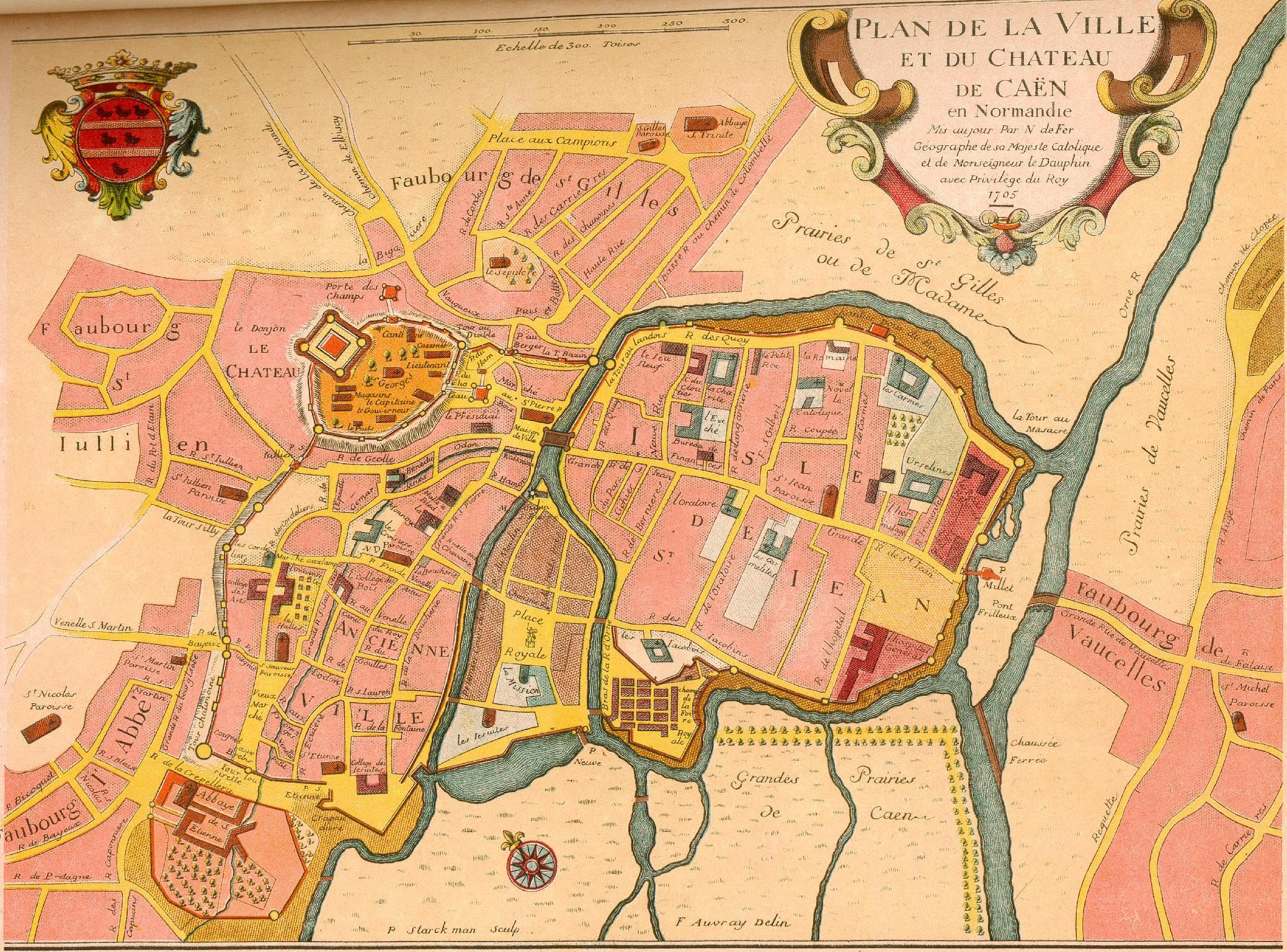
Plan de Caen daté de 1705

Le premier témoignage historique de l'existence de la ville de Caen est une charte de l’abbaye de la Trinité de Fécamp datant de 1025 qui mentionne des églises, un port, des moulins, un marché et d’autres activités, mais la ville était encore ouverte. Vers 1060-1080, la muraille du château de Caen est construite. La ville s'entoure de murs dès la conquête de l'Angleterre. Constituée en réalité de plusieurs ensembles fortifiés, la ville garda longtemps un développement multipolaire. Les remparts furent démantelés au XVIIIe siècle, mais il demeure quelques vestiges disséminés dans la ville.

## Lieux de garnison

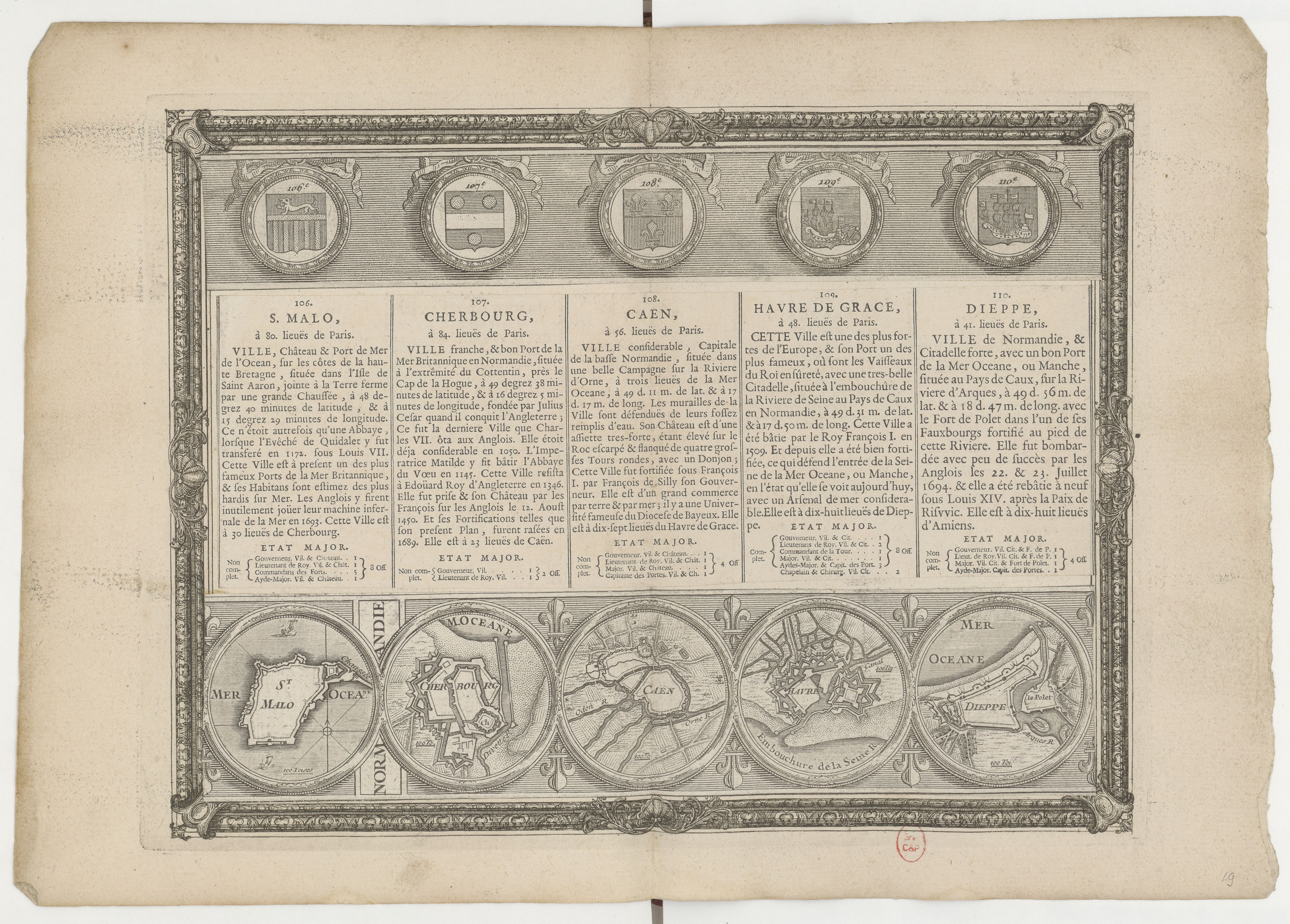
Caen dans lAtlas topographique de Pierre Lemau de La Jaisse en 1749.

Jusqu'au XVIIIe siècle, la ville ne disposait pas de lieux fixes pour abriter les garnisons de soldats. En fonction des besoins les soldats étaient logés chez l'habitant, ce qui n'était pas sans provoquer des tensions. Ainsi en 1514, les lansquenets à la solde de Louis XI provoquèrent un soulèvement populaire. On mentionne encore en 1752 l'Auberge de la place royale qui sert épisodiquement de casernement pour les troupes de passage. Enfin depuis le début du XVIIe siècle, les troupes étaient logées dans les loges de la foire quand celles-ci étaient inoccupées.
Les premières casernes sont construites en France sous le règne de Louis XIV. À Caen, il faut attendre la régence de Louis XV. Deux autres casernes sont aménagées au XIXe siècle dans des lieux existants et une dernière caserne est construite au début du XXe siècle au sud de la ville.

### Caserne Hamelin
La première pierre de la caserne de Vaucelles est posée par l’intendant Guynet le 17 mai 1720 dans la partie ouest de la petite île au sud de la porte Millet qui prend plus tard le nom d'île des Casernes. Mais les travaux sont tout de suite interrompus. Les travaux reprennent finalement en 1742. En 1785, on décide d'agrandir la caserne sur des terrains achetés à l'Hôpital général ; Louis XVI en pose la première pierre le 26 juin 1786. Guillaume-Martin Couture, architecte du roi, mène les travaux avant que l'adjudication ne soit résiliée par arrêt du Conseil le 14 août 1789. Après une période d'interruption, les travaux reprennent en 1833 sur des plans différents de ceux dressés à l'origine et l'extension est achevée en 1835.
Dans la nuit du 7 juin 1944, elle est touchée de plein fouet par les bombardements aériens ; dans la soirée du 18 juin, ce qui restait debout est anéanti par les tirs allemands de bombes SD1 et SD2. Les derniers vestiges sont définitivement abattus en 1946.

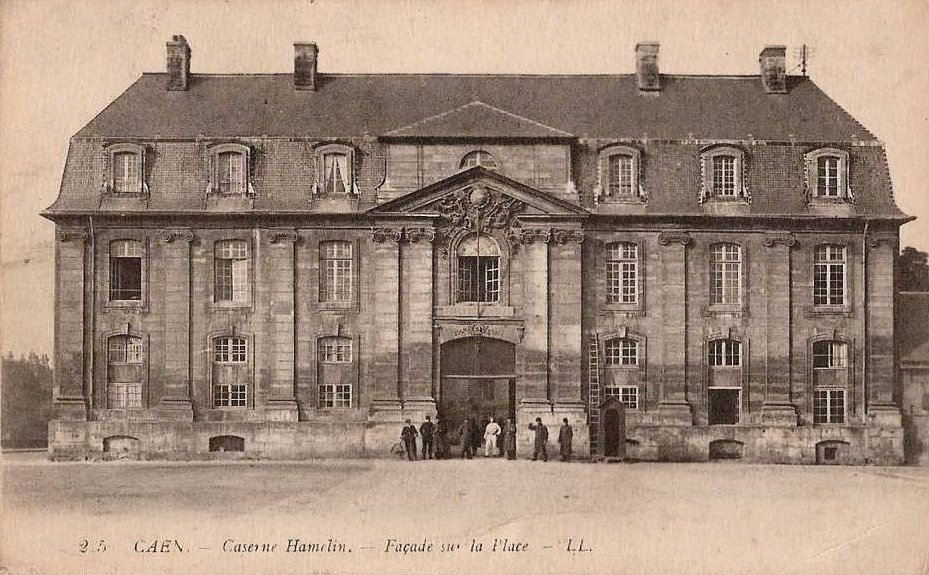
Façade principale de la caserne vers 1910
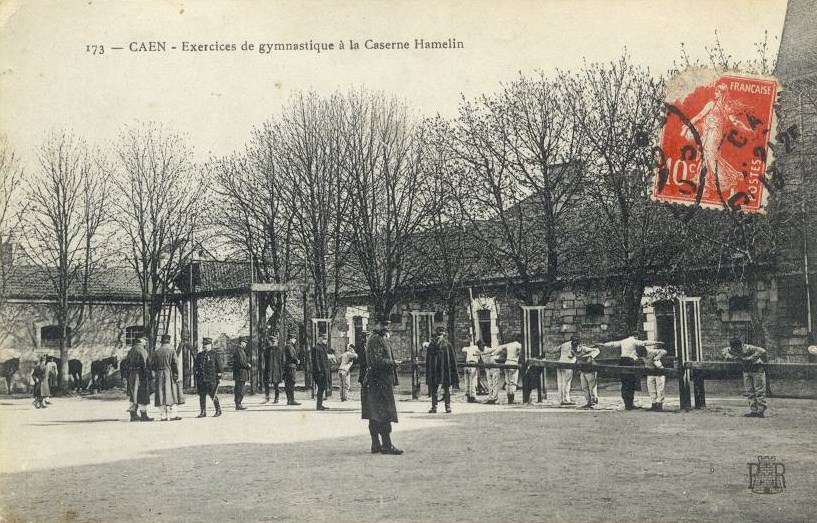
Cour de la caserne

### Caserne de la place Fontette
En 1773, la ville décide d'aménager dans le pavillon nord à l'entrée de la nouvelle rue Saint-Benoît (rue Guillaume-le-Conquérant) un magasin et une salle d'armes pour le régiment provincial et pour les garde-côtes. En 1777, le Ministère de la Guerre décide de transformer le pavillon en caserne pouvant recevoir 200 hommes afin de mettre l'armée à l'écart de la population mais tout en la maintenant à proximité en cas d'émeute. Les militaires quittent le bâtiment dans la première partie du XIXe siècle.

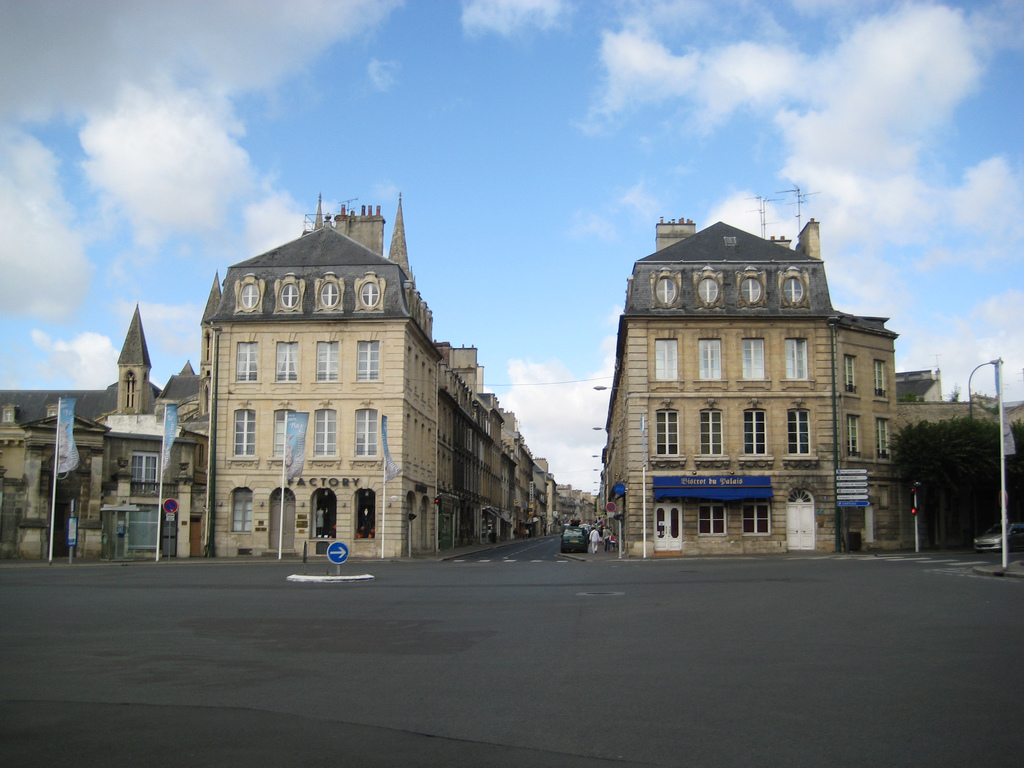
Les deux pavillons
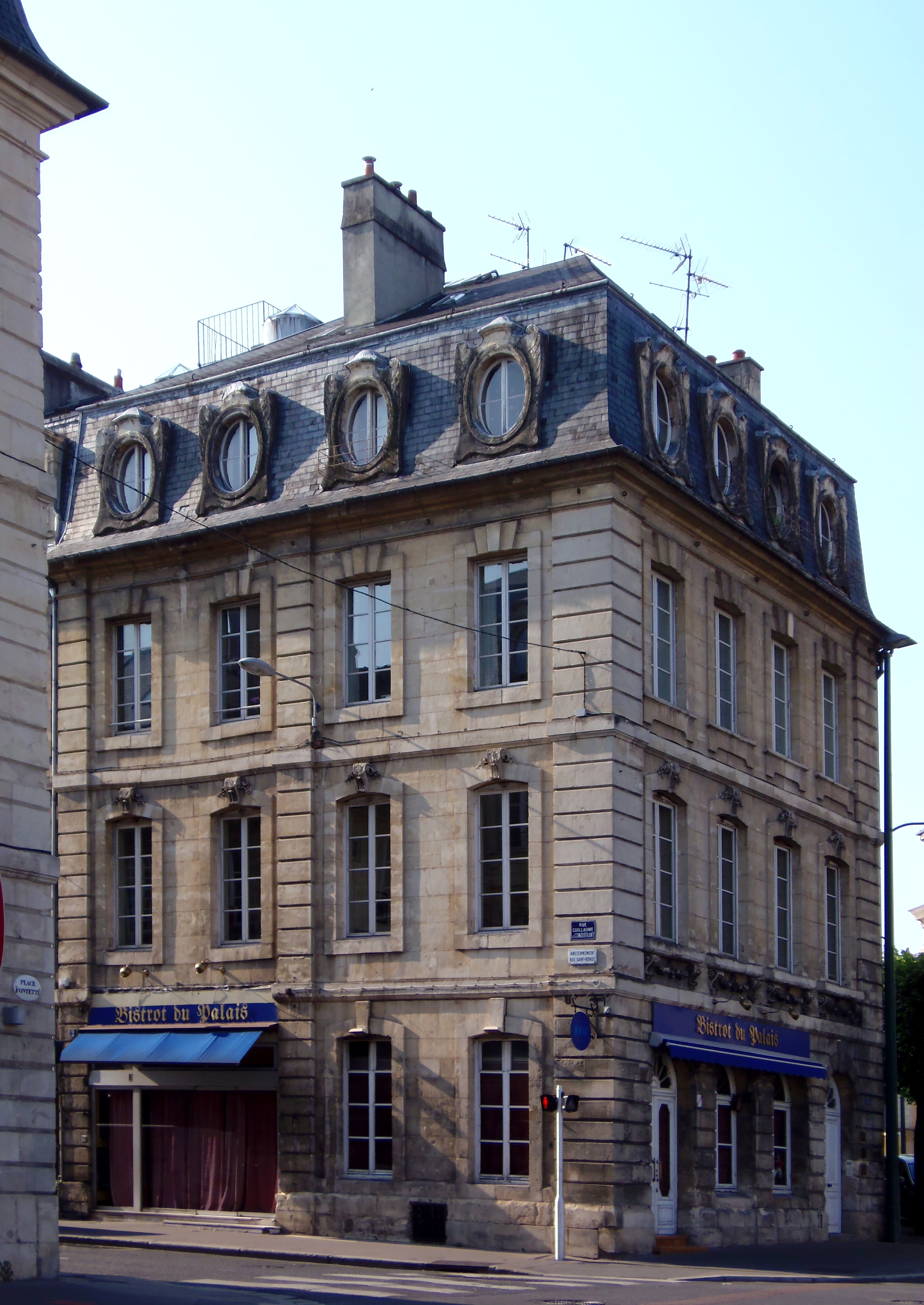
Le pavillon nord

### Quartier Lorge
Après la dispersion des sœurs, l'armée s'installe dans l'ancien couvent de la Visitation de Caen. En 1818, la caserne est transformée en dépôt de remonte. Dans les années 1830, des écuries sont construites dans les anciens jardin surplombant l'ancien monastère.

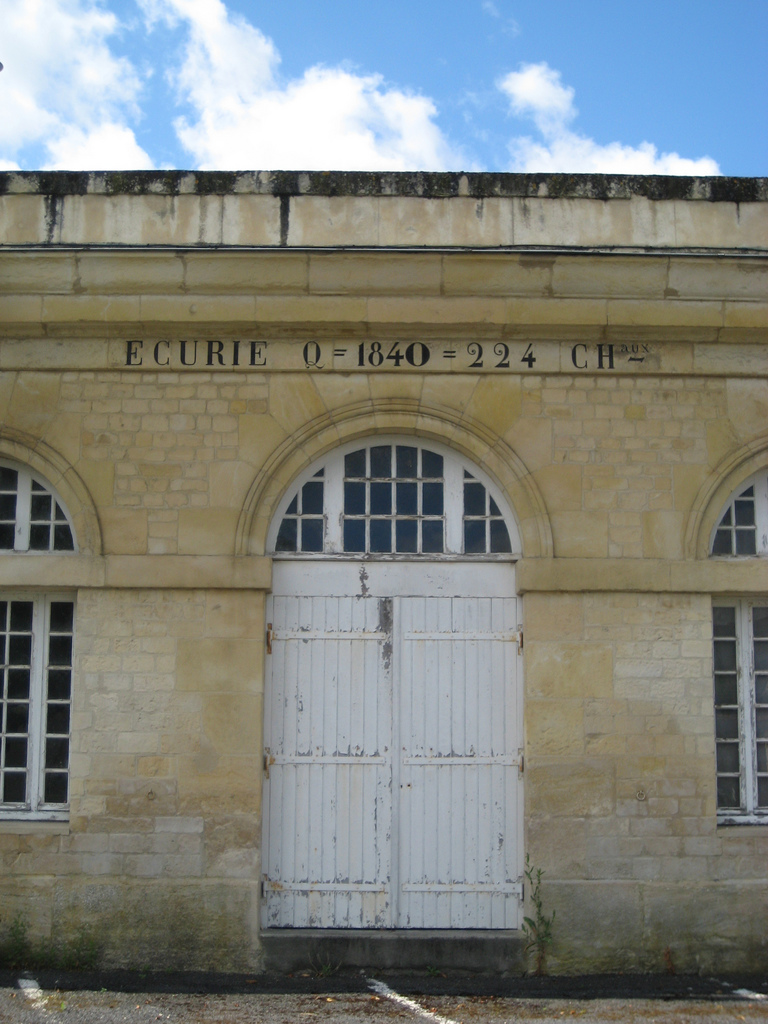
Ancienne écurie du quartier Lorge
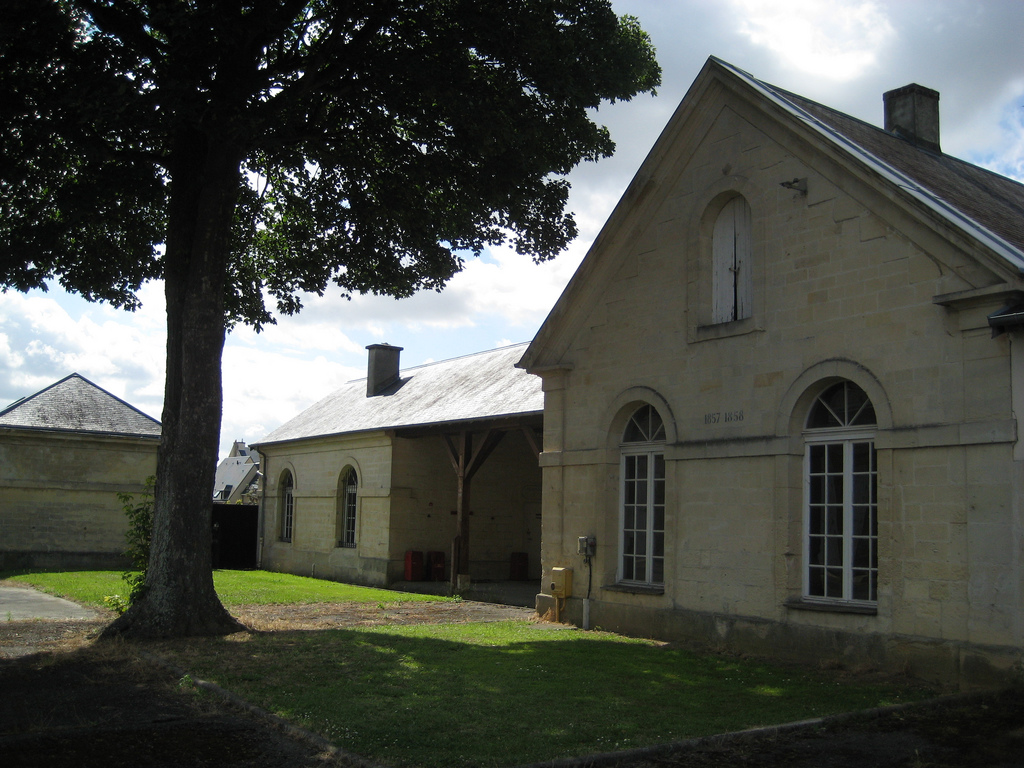
Loge et préau du maréchal-ferrand

### Caserne Lefèvre
Vers 1877, un premier bâtiment de casernement est construit au nord de l'enceinte du château de Caen pour abriter le 36e régiment d'infanterie de ligne. Un nouveau bâtiment est construit pour loger, outre le 36e RI, définitivement fixé à Caen en 1901, un bataillon du 5e RI en 1905 et les compagnies du 129e RI après 1908. Les bâtiments de cantonnement érigés à l'emplacement du donjon sont conçus selon les stéréotypes de l'architecture militaire de l'époque :
- un rez-de-chaussée avec les lavabos, les cantines et les bureaux des sous-officiers ;
- deux étages où logent les troupes dans des chambrées de 25–28 hommes ;
- des combles dans lesquels on installe les réservistes pendant leur période d'instruction ;
- les niveaux supérieurs étant desservis par quatre escaliers, un par compagnie.

La caserne est occupée par les forces d'occupation allemandes entre 1940 et 1944. Endommagés pendant la bataille de Caen, les bâtiments de la caserne sont détruits lors du réaménagement du château, définitivement remilitarisé à la même époque.

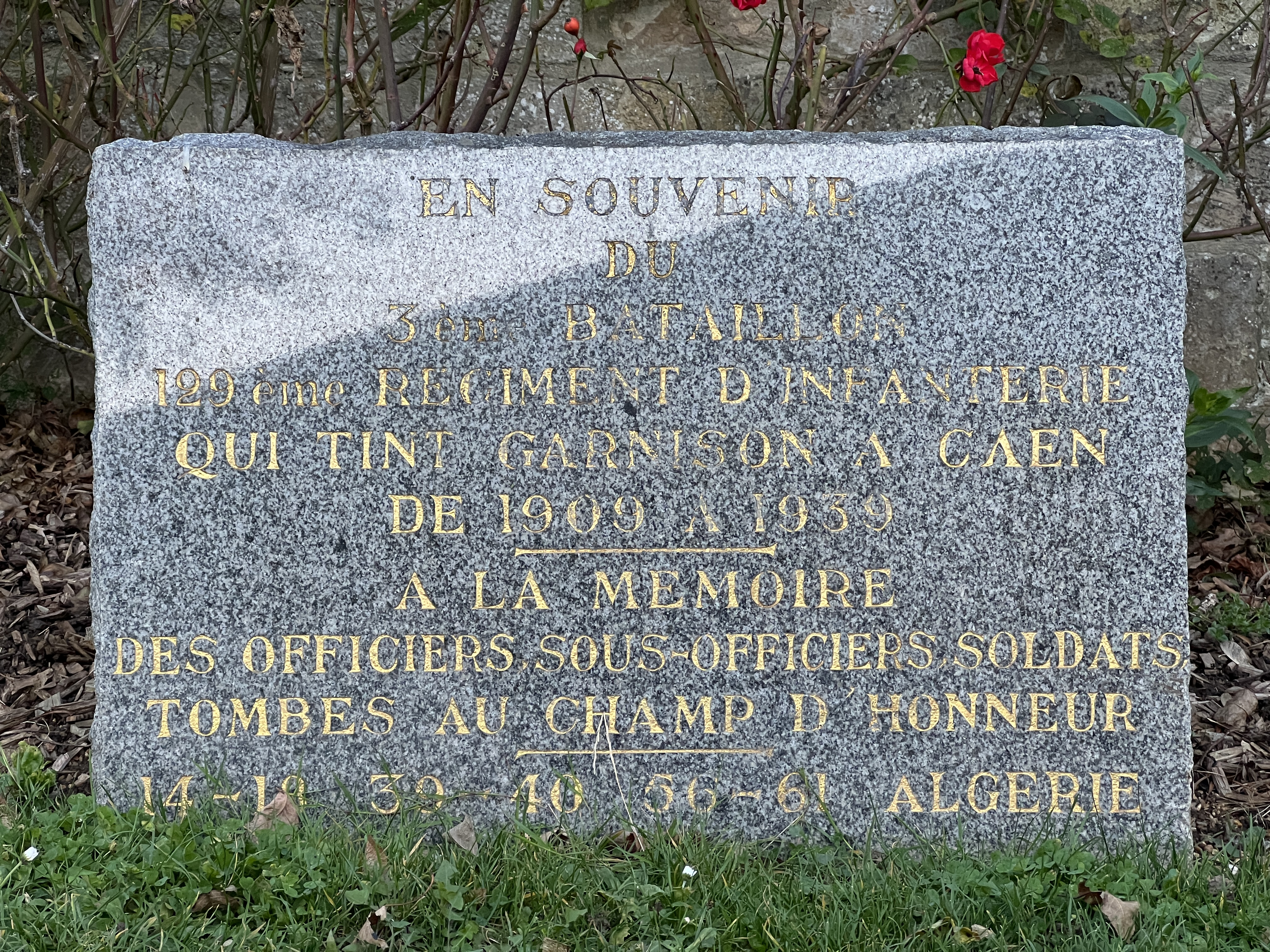
Plaque en l'honneur du 36e régiment d'infanterie de ligne
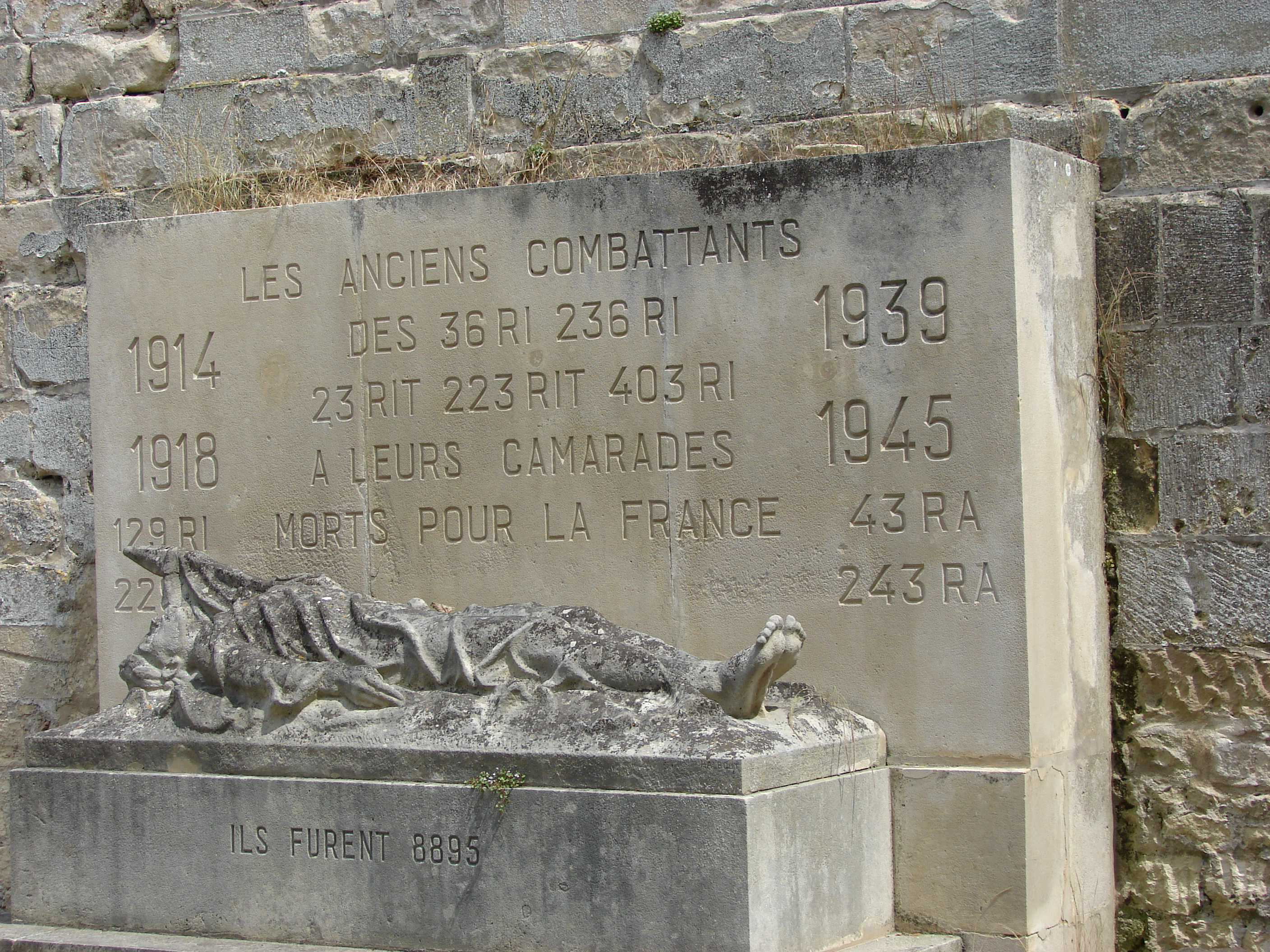
Monument aux morts du 36e régiment d'infanterie de ligne

### Caserne de Beaulieu (ou caserne Moulin)

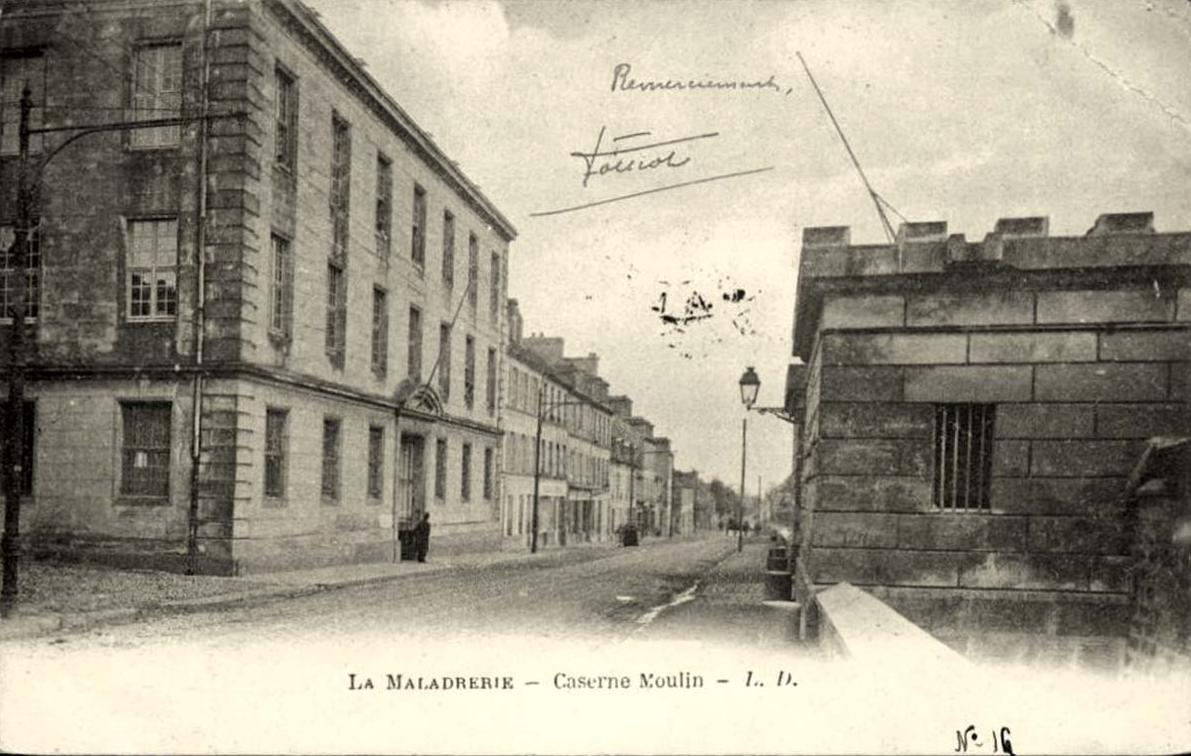
La Maladrerie et la caserne Moulin.

Cette caserne était située au no 60 de la rue du Général-Moulin à la Maladrerie. Elle est construite sous Louis-Philippe pour accueillir les militaires chargés de la surveillance de la prison de Beaulieu (actuel centre pénitentiaire de Caen) dont l'entrée est située juste en face. Elle sert ensuite à différentes usages et notamment de casernement pour la garde nationale. En 1936, elle est transformée en centre d'accueil pour les réfugiés espagnols. Pendant l'Occupation, elle est occupée par les troupes allemandes. Laissée vide après la guerre, elle est finalement rasée en avril 1977. La bibliothèque de la Maladrerie est érigée à son emplacement.

### Quartier Claude Decaen
Après l'échec d'un premier projet en vue de créer à Caen une école d'artillerie à la fin du XIXe siècle, une caserne d'artillerie est ouverte en 1913-1914 sur un terrain situé sur les hauteurs de Vaucelles au sud du boulevard Leroy,. Elle est occupée de 1913 à1940 par le 43e régiment d’artillerie. Après la session des terrains à la ville de Caen à la fin des années 1980, une zone d'aménagement concertée est créée afin d'aménager ce secteur et la plupart des bâtiments et le mur d'enceinte sont détruits,.

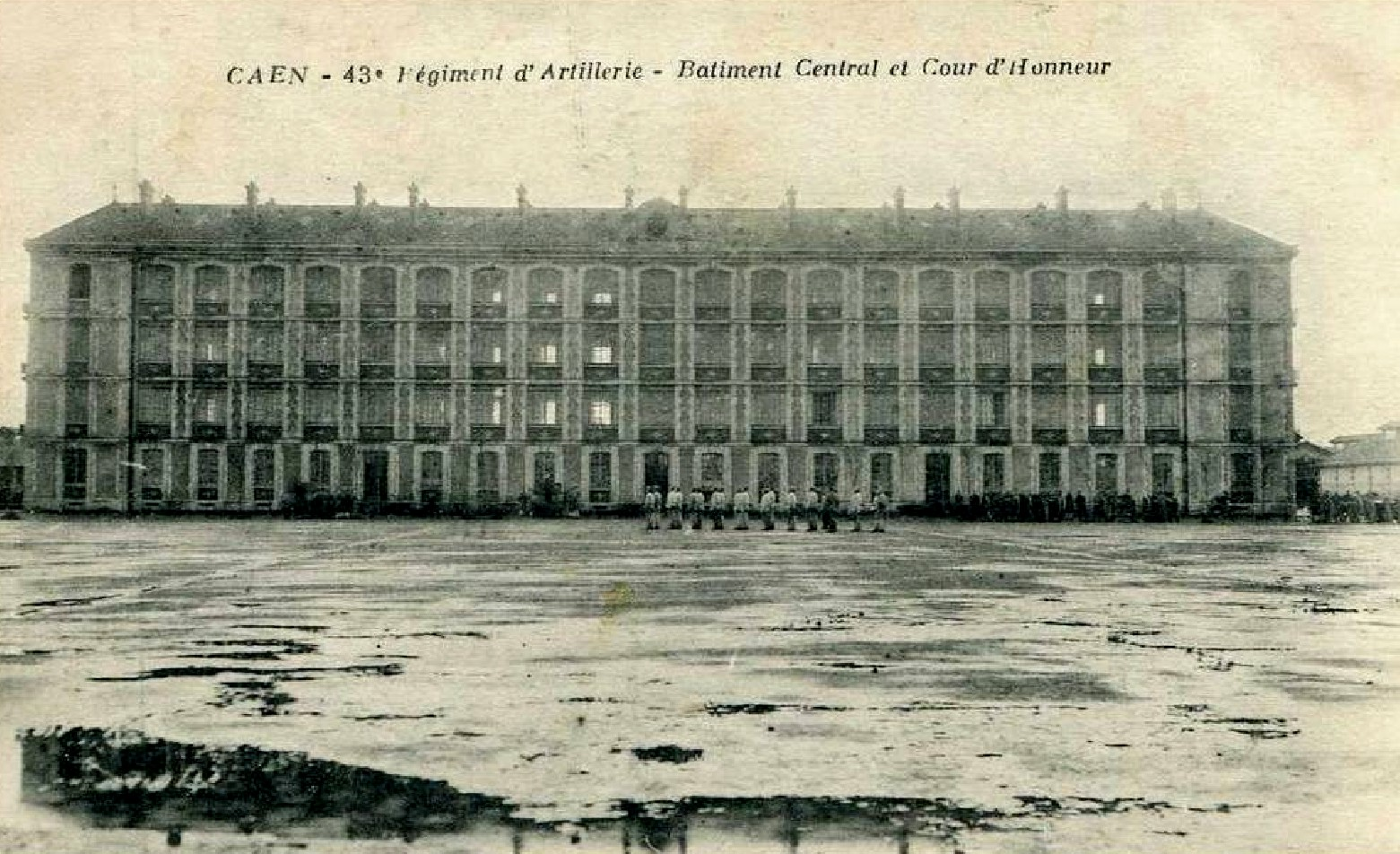
Ancien bâtiment central, détruit
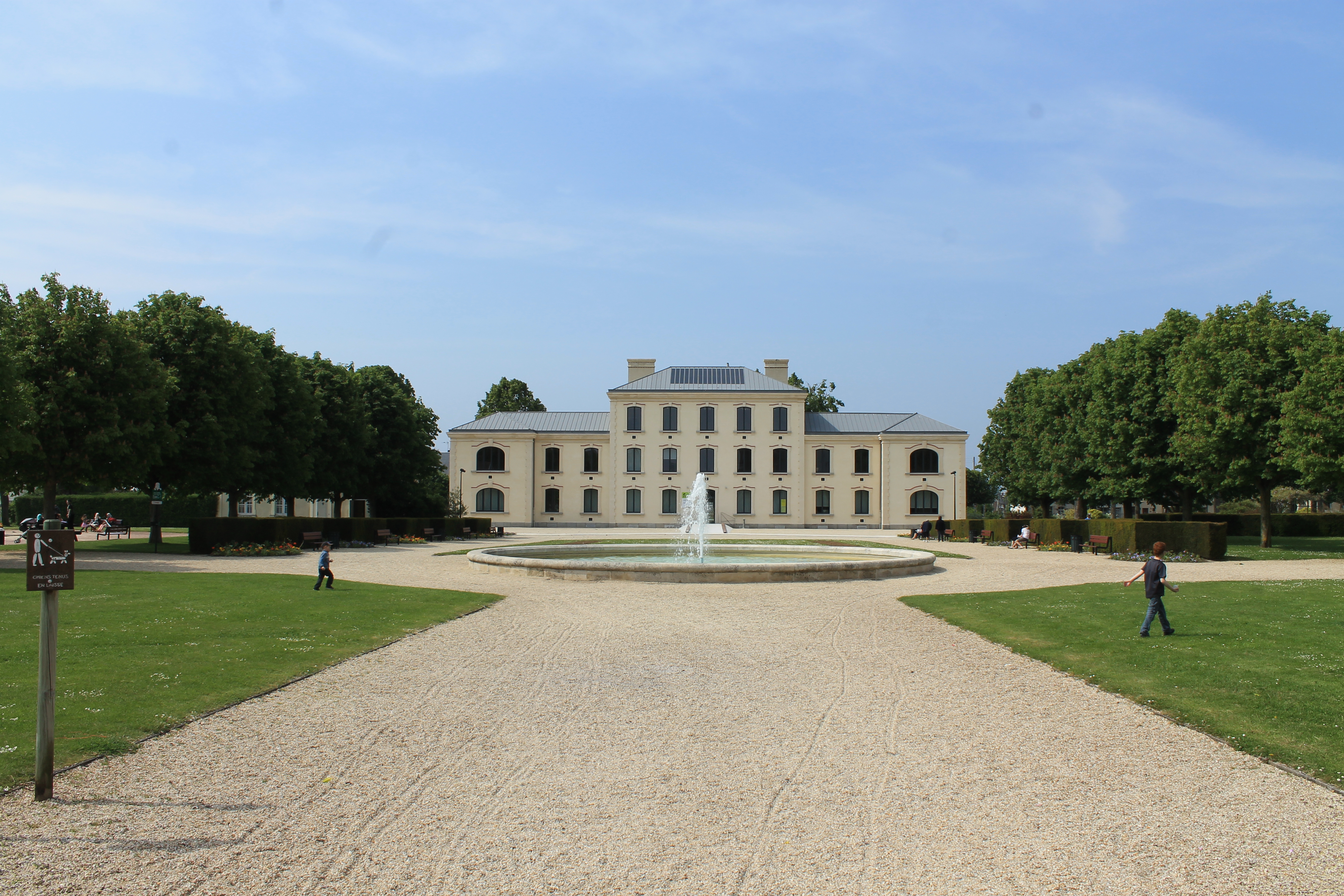
Ancien poste de commandement (actuel pôle de vie Rive droite)

## Unités
Unités militaires ayant été en garnison à Caen :
- Francs-brements (1565-1758),
- Compagnie du Papegay (1585-1785),
- Canonniers du château (1791-1793),
- Régiment d'Aunis (1790-1792),
- Chartre-Dragons (1791),
- 9e régiments de hussards (an IV),
- 144e Demi-brigade (an IV),
- 86e Demi-brigade (an V),
- 40e Demi-brigade (an VII),
- 1er Bataillon auxiliaire (an VIII),
- Service de la place de Caen (1793-an VII)
- État-Major de la 5e division d'infanterie (Caserne Hamelin et caserne Lefèvre), 1939-1940
- 36e régiment d'infanterie (casernes Hamelin et Lefèvre), (avant) 1906-1914
- 43e régiment d'artillerie de campagne, 43e régiment d'artillerie divisionnaire, 243e régiment d'artillerie, 243e régiment d'artillerie lourde divisionnaire (quartier Claude Decaen) (1913-1940)[15]
- 1re compagnie de cavaliers de remonte (quartier Lorge), (avant) 1906-1914